# Mathias Greve
Mathias Peter Greve Petersen (født 11. februar 1995 i Langeskov) er en dansk fodboldspiller, der spiller for Randers FC.

## Klubkarriere
Greve spillede i Langeskov IF, inden han i en alder af 12 år skiftede til Odense Boldklub.

### Odense Boldklub
Som 19-årig blev Greve en permanent del af Odense Boldklubs førsteholdstrup fra sommeren 2014 og skrev i samme ombæring under på en fuldtids seniorkontrakt i april 2014.
Han fik sin debut for Odense Boldklub den 25. juli 2014, da han startede på bænken, men erstattede Darko Bodul i det 78. minut i et 1-3-nederlag hjemme til FC Vestsjælland i Superligaen 2014-15's 2. runde. Dette startede en debutsæson i Superligaen, der resulterede i 17 optrædener i 33 mulige (syv kampe i startstillingen samt et mål).
Han scorede sit første mål for Odense Boldklub den 31. maj 2015 i en 2-2-kamp mod Hobro IK i Superligaen, hvor han samtidig var en del af startopstillingen. Han forlængede den 1. november 2015 sin kontrakt med Odense Boldklub frem til sommeren 2019. Han havde på daværende tidspunkt scoret 3 mål i 30 kampe for Odense Boldklub.
Han forlængede igen i januar 2018 sin kontrakt med to år, således parterne havde papir på hinanden frem til sommeren 2021.

### Brøndby IF
Efter en stærk start på sæsonen 2021–22 med to assist og ét mål i de tre første kampe, blev Greve solgt til de danske Superliga 2020-2021 mestrene Brøndby IF den 4. august 2021 og underskrev en aftale frem til juni 2025.

## Landsholdskarriere
Han fik sin debut for et landshold under Dansk Boldspil-Union den 2. september 2014 for U/20-landsholdet. Han startede på bænken, men blev skiftet ind i det 52. minut i stedet for Mathias Hebo Rasmussen i en 1-0-sejr over De Forende Arabiske Emirater på Slovensky grob, Slovakiet. Det blev samtidig hans eneste optræden for det danske U/20-landshold.
Den 27. marts året efter han fik han sin debut for det danske U/21-landsholdet, da han samtidig fik sin første start under DBU, inden han efter 64 minutter blev erstattet af Mathias Hebo Rasmussen i et 0-2-nederlag til Tyrkiet.